# Magarao
Magarao es un municipio filipino de tercera clase, perteneciente a la provincia de Camarines Sur, en la región de Bicolandia.

## Historia
Hacia mediados del siglo XIX, el lugar tenía contabilizada una población de 4950 habitantes, repartidos en 825 casas. Aparece descrito en el segundo volumen del Diccionario geográfico, estadístico, histórico de las Islas Filipinas (1851) de Manuel Buzeta Núñez y Felipe Bravo con las siguientes palabras:

MAGARAO: pueblo con cura y gobernadorcillo, en la isla de Luzon, prov. de Camarines-Sur, dióc. de Nueva-Cáceres; sit. en los 126° 52' 20" long., 13° 36' 30" lat., en terreno llano, á la orilla de un rio; su clima es templado. Tiene unas 825 casas, siendo los principales edificios del pueblo la casa parroquial, la de comunidad y la iglesia, que se halla servida por un cura regular. Hay escuela de primeras letras á la que concurren bastantes alumnos, teniendo su maestro una asignacion sobre los fondos de comunidad. Los caminos que conducen desde este pueblo á los de Naga, cabecera de la prov., Quipayo, y Canaman, son buenos en tiempo de secas, pero cuando las lluvias empiezan se ponen bastante malos. Confina el term. por E. con el monte Isaro; por S. con el térm. de la cabecera d ela prov. que se halla á ½ leg.; por S. O. con el de Cesmoan, á ½ id., y por N. con el de Quipayo, á 1 leg. El terreno es llano y lo fertilizan algunos r. prod. arroz, abacá, algodon, ajonjoli, caña dulce, legumbres y frutas. ind.: la agricultura y la fabricacion de algunas telas, en las que especialmente se ocupan las mugeres. pobl. 4,950 alm., 1,361 ½ trib., que hacen 13,615 rs. plata, equivalentes á 34.037 ½ rs. vn.
(Buzeta y Bravo, 1851, pp. 195-196)

En 2020, tenía censados 26 742 habitantes.